# Iulian Horvath-Bughesiu

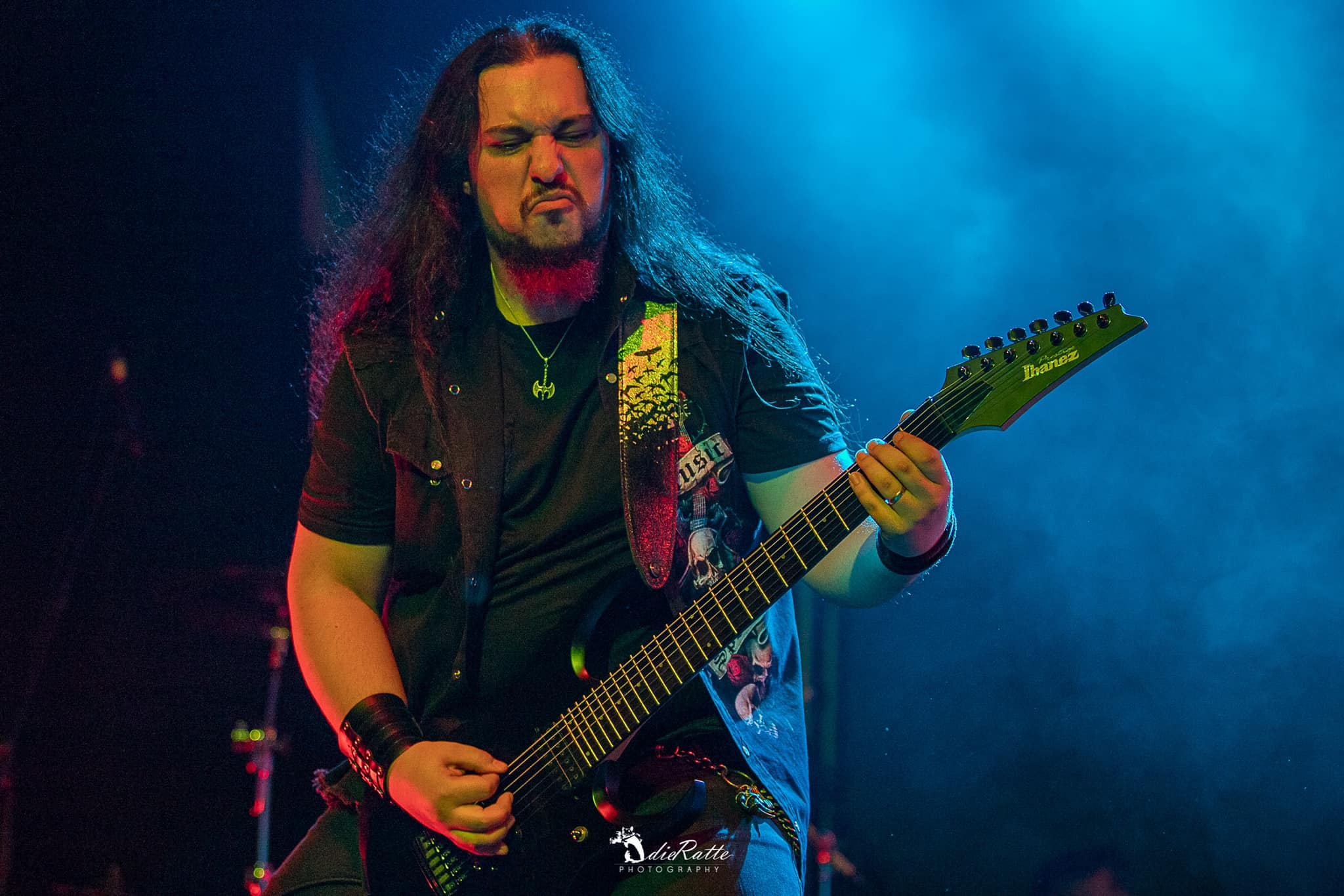
Iulian, concert

Iulian Horváth Bughesiu (născut pe 7 aprilie 1990) este un muzician și chitarist român, cunoscut pentru activitatea sa în trupa de rock Anton și pentru implicarea în diverse proiecte muzicale din România.

## Biografie
Iulian Horváth Bughesiu s-a născut pe 7 aprilie 1990 în România. Provenind dintr-o familie de muzicieni, părinții săi, Diana Horváth Bughesiu (voce) și Ioan Horváth Bughesiu (chitară/voce), sunt membri ai grupului folk Grup Folk Clasic. Acest grup a debutat în decembrie 1999 la festivalul „Floare de ger” de la Calafat și a participat la diverse festivaluri și concursuri de gen, fiind remarcați pentru originalitatea creațiilor și armonizarea vocală. Părinții săi sunt în continuare activi în cadrul grupului.
A început studiul pianului la vârsta de 3 ani și a participat în copilărie la numeroase concursuri de pian și chitară. În adolescență, a ales să se concentreze pe chitară, urmând cursurile Liceului de Muzică din Baia Mare, unde a studiat chitară clasică și teorie muzicală.
După liceu, a fost admis la Universitatea Națională de Muzică din București (UNMB), însă a renunțat la studii pentru a se dedica chitarei electrice. A continuat studiul acestui instrument cu un profesor particular, concentrându-se pe stiluri moderne și tehnici avansate de interpretare.

## Activitatea în trupa Anton
Iulian Horváth Bughesiu este chitarist în trupa de rock Anton, alături de Ovidiu Anton și alți membri. Pe 11 iunie 2022, trupa a lansat albumul „Templul Tăcerii” la clubul Quantic din București. Albumul conține zece piese, inclusiv melodii cunoscute de fani precum „Mai mult decât ieri”, „Amintirea ta” și „Suntem brazi”, precum și piese noi. Ca bonus track, albumul include imnul oficial „Bikers for Humanity România”, cântat împreună cu Cristian Hrubaru de la Rock FM. 
În februarie 2023, trupa a lansat piesa „Oglinda Timpului” în colaborare cu Cristian Hrubaru. Videoclipul piesei a fost difuzat în premieră la Rock FM, iar cei trei au discutat despre filmările videoclipului, care au inclus scene într-un cimitir.
În martie 2025, trupa Anton a lansat un nou album intitulat „Brațe de fier”, continuându-și activitatea pe scena rock românească. Albumul a fost lansat cu un concert special, iar piesele au fost bine primite de fani și critici.

## Alte proiecte muzicale
În afara de activitatea sa cu Anton, Iulian Horváth Bughesiu a fost implicat și în alte proiecte muzicale din România. De exemplu, a fost membru fondator al trupei Mindcage Escape, o formație de progressive metal din București. În cadrul acestui proiect, Mindcage Escape a participat la albumul tribut „Back to Life – A Tribute to Goodbye to Gravity”, lansat pe 28 octombrie 2016. Acest album conține reinterpretări ale pieselor trupei Goodbye to Gravity de către diverse formații, iar piesa interpretată de Mindcage Escape, „This Life Is Running Out”, a fost una dintre cele mai apreciate.

## Implicarea în tragedia de la Colectiv
Iulian Horváth Bughesiu a fost prezent în seara tragediei de la clubul Colectiv din București, care a avut loc pe 30 octombrie 2015. În urma incendiului, 64 de persoane și-au pierdut viața, iar alte 146 au fost rănite. Într-un interviu acordat revistei ClickZoomBytes, Iulian a declarat:
„Având în vedere că eu și Vije am fost implicați direct și avem o mulțime de prieteni care au decedat în urma incendiului, inclusiv oameni cu care împărțeam sala de repetiție, preferăm să nu comentăm legat de acest trist eveniment.”
El a subliniat, de asemenea, impactul tragediei asupra scenei muzicale românești:
„Una e să promovezi solidaritatea între artiști, promotori și cluburi și alta este să o și pui în practică. În afară de niște compoziții (unele sincer penibile) care sunt sigur că au fost făcute din bunăvoință dar totuși cu interes, schimbări concrete nu există.”

## Discografie
- Anton:
  - „Templul Tăcerii” (lansat pe 11 iunie 2022)
  - „Brațe de fier” (lansat în martie 2025)
- Mindcage Escape:
  - „Back to Life – A Tribute to Goodbye to Gravity” (2016) – piesa „This Life Is Running Out”